# یورگ هوفمان (شناگر)
یورگ هوفمان (به انگلیسی: Jörg Hoffmann) (زادهٔ ۲۹ ژانویهٔ ۱۹۷۰) شناگر اهل آلمان شرقی بود.